# Ирибский сельсовет
Ири́бский сельсовет — административно-территориальная единица и муниципальное образование со статусом сельского поселения в Чародинском районе Дагестана Российской Федерации.
Административный центр — село Ириб.

## История
Ирибский сельсовет был образован в 1929 году, вместе с созданием Чародинского района. До установления советской власти территория сельсовета входила в Тленсерухский участок Гунибского округа, центром которого был Ириб.

## Население
| 2002  | 2010  | 2012  | 2013  | 2014  | 2015  | 2016  |
| ----- | ----- | ----- | ----- | ----- | ----- | ----- |
| 1577  | ↗1621 | ↗1637 | ↗1651 | ↗1687 | ↗1741 | ↗1784 |
| 2017  | 2018  | 2019  | 2020  | 2021  | 2023  | 2024  |
| ↗1818 | ↗1899 | ↗1943 | ↗1951 | ↘1937 | ↗1976 | ↗1995 |
| 2025  |       |       |       |       |       |       |
| ↗2012 |       |       |       |       |       |       |

## Состав
| № | Населённый пункт | Тип населённого пункта       | Население |
| - | ---------------- | ---------------------------- | --------- |
| 1 | Ириб             | село, административный центр | ↗1271     |
| 2 | Нукуш            | село                         | ↘165      |
| 3 | Рульдаб          | село                         | ↗47       |
| 4 | Хинуб            | село                         | ↗454      |

Кроме того, в состав сельского поселения входит хутор Гимитль, а также земли вокруг хутора.